# Межава (Свентокшиське воєводство)
Межава (пол. Mierzawa) — село в Польщі, у гміні Водзіслав Єнджейовського повіту Свентокшиського воєводства.
Населення — 201 особа (2011).
У 1975-1998 роках село належало до Келецького воєводства.

## Демографія
Демографічна структура на день 31 березня 2011 року:
|          | Загалом | Допрацездатний вік | Працездатний вік | Постпрацездатний вік |
| -------- | ------- | ------------------ | ---------------- | -------------------- |
| Чоловіки | 95      | 16                 | 67               | 12                   |
| Жінки    | 106     | 17                 | 63               | 26                   |
| Разом    | 201     | 33                 | 130              | 38                   |